# Lamar Smith (giocatore di football americano)
Lamar Hunter Smith (Fort Wayne, 29 novembre 1970) è un ex giocatore di football americano statunitense che ha militato nel ruolo di running back nella National Football League (NFL).

## Carriera
Smith fu scelto dai Seattle Seahawks nel corso del terzo giro (73º assoluto) del Draft NFL 1994. Vi giocò fino al 1997 con un massimo di 680 yard corse e 8 touchdown nel 1996. La miglior stagione in carriera la disputò nel 2000 con i Miami Dolphins in cui corse 1.139 yard e 14 touchdown, Si ritirò dopo una stagione ai New Orleans Saints nel 2003.

## Incidente automobilistico
Il 1º dicembre 1994, Smith e i compagni Mike Frier e Chris Warren furono coinvolti in uno scontro automobilistico a Kirkland, in cui il veicolo di Smith si schiantò contro un palo di servizio. Smith e Warren ebbero poche conseguenze mentre Frier rimase paralizzato dalla cintola in giù. Smith fu condannato per guida in stato di ubriachezza ed obbligato a pagare a Frier il 50-75% dei suoi guadagni nella NFL per il resto della carriera. Frier era membro dei Seahawks da sole due settimane al momento dello schianto.
Fu nuovamente arrestato per guida in stato di ebbrezza nel 2002 mentre giocava per i Carolina Panthers.